# Paul Tietze
Paul Tietze (Stuttgart-Bad Cannstatt, 26 augustus 1963) is een Duitse contrabassist, componist en arrangeur in de jazz.

## Loopbaan
Tietze speelde in het begin van zijn carrière op talrijke concerten en tournees van Lisa Fitz, Johnny Logan en Franz Benton. Hij studeerde tot 1993 aan Berklee College of Music in Boston bas, arrangement en compositie. Terug in München speelde hij met de Weather Girls, de bigband van Thilo Wolf en Carola Grey's Noisy Mama. Tevens werkte hij als theatermuzikant bij de Münchner Staatsoper en voor het Musicaltheater. Als bassist speelde hij met Ecco DiLorenzo, Claudio Roditi, Uli Geissendoerfer, Melanie Bong en Lisa Wahlandt unterwegs. Verder was hij betrokken bij projecten als de Mal Waldron Memorial Big Band en Coisa Nostra (met Paulo Alves en Elmar Schmidt). Hij is te horen op albums van Lisa Fitz en Spider Murphy Gang.
Tietze werkt als muzikaal leider voor het Eddy Miller Orchestra en voor Lou Bega. Hij werkt ook voor onder meer muziekblad- en boekuitgeverijen.

## Discografie
- Ecco DiLorenzo Jazz Quartett: Self-Fulfilling Prophecies (GLM 2012, met Chris Gall, Andreas Dombert, Wolfgang Peyerl)
- Klentze-Jannotta-Tietze (Konnex 2015)